# Symphony of Shadows
| Recensione | Giudizio |
| ---------- | -------- |
| AllMusic   |          |

Symphony of Shadows è il primo album in studio del gruppo musicale statunitense Bedemon, pubblicato nel 2012.

## Tracce
1. Saviour – 4:23 (Geof O'Keefe)
2. Lord of Desolation – 6:59 (Randy Palmer)
3. Son of Darkness – 4:24 (Mike Matthews, Geof O'Keefe, Randy Palmer)
4. The Plague – 5:02 (Mike Matthews)
5. D.E.D. – 7:28 (Randy Palmer)
6. Kill You Now – 3:35 (Taryn Dodd, Randy Palmer)
7. Godless – 9:38 (Randy Palmer)
8. Hopeless – 9:40 (Geof O'Keefe)
9. Eternally Unhuman – 7:39 (Randy Palmer)

## Formazione
- Mike Matthews - basso, chitarra elettrica, chitarra acustica
- Randy Palmer  - chitarra
- Craig Junghandel - voce, cori
- Geof O'Keefe - batteria, percussioni, chitarra, basso, tastiere, cori